# Nagy Szabolcs (zenész)
Nagy Szabolcs (Gyula, 1969. december 28. –)  magyar zongorista, zeneszerző.

## Életpályája
A békéscsabai Bartók Béla Zeneművészeti Szakközépiskola, majd a budapesti Zeneakadémia zeneszerzés tanszakán végzett. Négy évig zeneelméletet és kamarazenét tanított a szegedi zenekonzervatóriumban.

## A Muddy Shoes Band
Nagy Szabolcs 1996-ban alapította meg Fekete Jenővel a Muddy Shoes Band-et. Felléptek Finnországban, Szlovéniában, Ausztriában, Bulgáriában, Romániában, Németországban, valamint olyan muzsikusokkal játszottak együtt, mint Sugar Blue, The Holmes Brothers, Louisiana Red.

## Kötete
A csillagszerű Juhász; Cser, Bp., 2022